# Batu Penjemuran
Batu Penjemuran is een bestuurslaag in het regentschap Deli Serdang van de provincie Noord-Sumatra, Indonesië. Batu Penjemuran telt 1872 inwoners (volkstelling 2010).